# Tonante

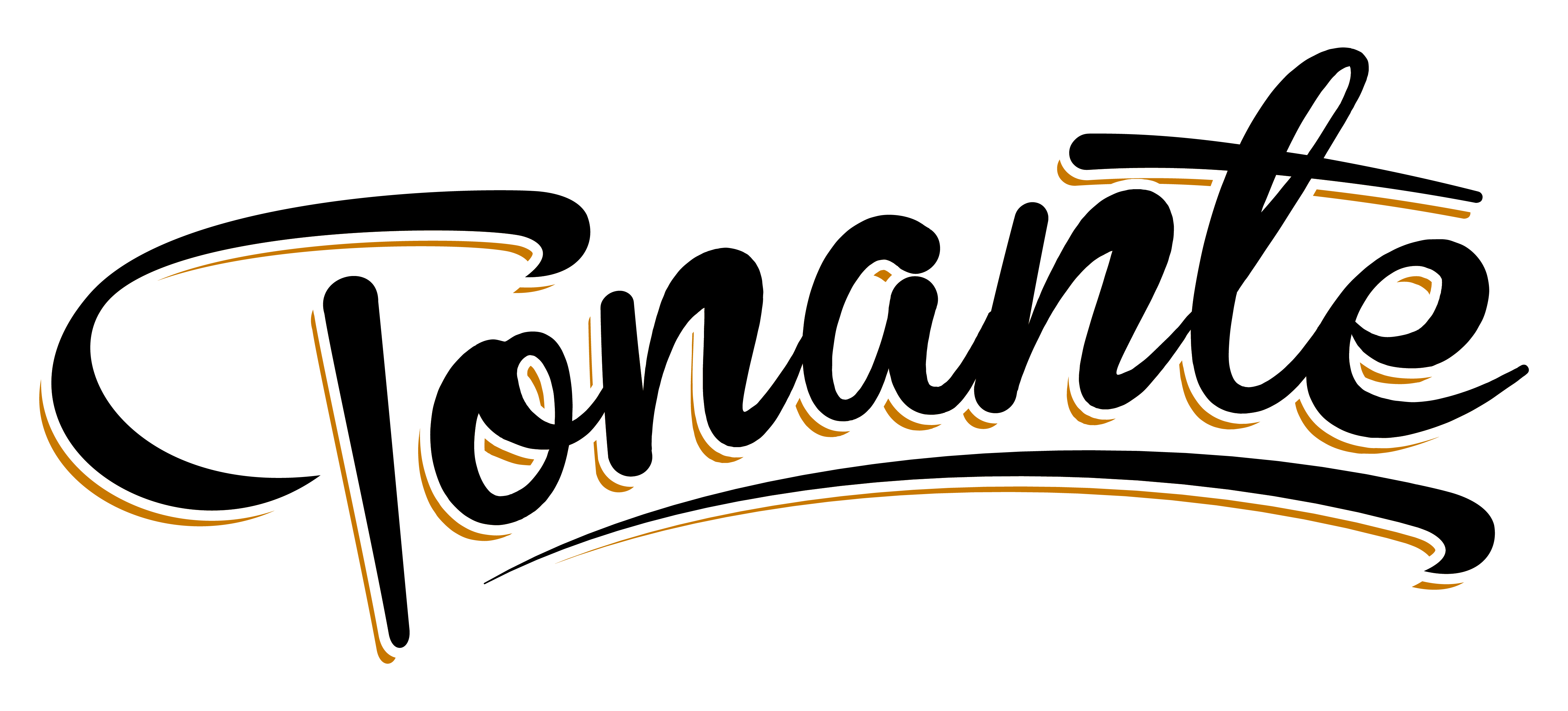
O mais recente logo da marca Tonante logo

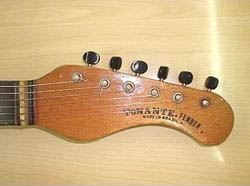
O Headstock da guitarra Tonante Finder

Tonante, inicialmente chamada Ao Rei dos Violões Limitada, é uma empresa que produz instrumentos musicais, tendo começado sua produção no dia 5 de abril de 1954 pelos irmãos portugueses Abel e Samuel Tonante que fabricavam os instrumentos de maneira artesanal, treze anos depois de se mudarem para o Brasil.

## História
A Tonante marcou a vida de muitos brasileiros nos anos 80, e esteve presente na iniciação musical de muitos artistas hoje consagrados. Após anos fora do mercado, a Tonante, que agora é uma marca do grupo Oderço está de volta, trazendo uma nova geração de violões e guitarras.
Criada em 1954 pelos irmãos portugueses Abel e Samuel Tonante, a marca ficou conhecida inicialmente como “Ao Rei dos Violões”. Com produção feita de maneira artesanal, a Tonante foi ganhando espaço durante o famoso movimento da Jovem Guarda, e teve papel fundamental na construção da história musical do Brasil.
Por ser comercialmente mais acessível para classe média da época, a Tonante foi o primeiro instrumento de muitas pessoas. Com guitarras elétricas da marca, desejo de boa parte da juventude, jovens viram o sonho de ter uma banda de rock se tornar realidade. Tudo isto fez com que a Tonante fosse hoje uma marca cheia de história, nostalgia e sentimento.
A Tonante foi particularmente importante para a história musical no Brasil, pois quando surgiu o movimento da Jovem Guarda (ou Iê-Iê-Iê, como era chamado então o pop/rock, numa referência ao "Yeah, yeah, yeah" da música "She Loves You" dos Beatles) - época em que a guitarra elétrica tornou-se o objeto de desejo de boa parte da juventude - esse fabricante oferecia seus instrumentos a preços baixos, acessíveis à classe média, e tornando possível o sonho de ter um conjunto de rock.
Embora a marca Tonante tenha ganho uma má fama por conta da inferior qualidade de sua construção, desde a última década vem ganhando um status de "cult" por sua importância histórica. Os instrumentos Tonante eram baratos e de construção simples. Os violões tinham a caixa de ressonância feita com madeira laminada. O braço não possuía tensor e, para que não empenasse pela tração do encordoamento, era de espessura bem acima do normal. A escala era plana.  As guitarras tinham corpo sólido e braço em Cedro e escala em Ipê e, diferentemente de outras guitarras, também não utilizava tensor, sendo igualmente muito espesso. A escala também era plana e os trastes eram baixos.
A marca hoje é administrada pelo Grupo Oderço. O destaque da história da Tonante foi que ela se tornou, pouco depois de sua criação - em 1954 - referência na fabricação e venda de violões e guitarras acessíveis no mercado brasileiro. Com o fechamento e encerramento das atividades da fábrica situada no município de Itupeva-SP, a marca passou a ser de domínio da Dylan do Brasil, mas em 2020, a marca Tonante fora adquirida pelo Grupo Oderço, com sede em Maringá-PR.
Atualmente a Tonante se dedica a fabricação várias linhas de violões, contrabaixos, guitarras e acessórios como capotraste, afinadores e suportes para instrumentos de corda e de som. 

## Primeiros modelos
- Tonante Finder - uma mistura das Fender Stratocaster e Jaguar.

Concorrente direta da Giannini Supersonic.
Braço colado nos modelos mais antigos e parafusado nos seguintes. Os colados tinham o perfil do braço em "C", com 25mm de espessura no 1º traste e os aparafusados, perfil em "D" e 23mm de espessura. As tarraxas nos primeiros modelos - braço colado - eram 3 + 3 (três de cada lado do headstock) e posteriormente, passaram para 6 em linha, como nas Fender, das quais a Tonante também se inspirou no desenho do headstock. Escala (corda sonante, da ponte ao nut) = 640mm. Três captadores "single-coil", como nas Strato, mas com uma chave liga/desliga para cada captador, ao invés da chave seletora de cinco posições (mesmo sistema das Jaguar). Também da Jaguar copiava o mecanismo de vibrato flutuante, porém sem trava.  Os captadores eram produzidos inicialmente pelos irmãos Malagoli (marca Sound), que forneciam também para vários outros fabricantes de guitarras dos anos 60 e 70 e chegaram a fabricar alguns exemplares de uma guitarra com sua própria marca. Pouco depois a própria Tonante passou a fazer os captadores. A opção por chaves independentes para cada captador possibilitava sete combinações diferentes, ao invés das cinco possíveis com uma seletora (além daquelas, era possível ligar conjuntamente os captadores das extremidades - braço + ponte - ou os três captadores simultaneamente). Havia ainda um potenciômetro de volume para os três captadores e dois controles de tonalidade para o do meio e do braço; todos de 220k ohms.
- vários cavaquinhos e violões sem modelo definido (guitarra clássica em Portugal).

## Modelos atuais
- Tonante Erton - aprimoramento da Tonante Finder, versão das Stratocaster.
- Tonante Starlight - uma guitarra para heavy metal com um interessante sistema vibrola, sistema derivado da Floyd Rose e com três captadores single coil.
- Tonante Less Paul - Uma versão da Les Paul.
- Diversos banjos, violões e cavaquinhos.